# Bracha Serri
Bracha Serri (Saná,13 de julho de 1940 - Jerusalém, 25 de abril de 2013) foi um poetisa israelense que recebeu o Prêmio de Literatura do Primeiro Ministro em 1990.

## Biografia
Serri nasceu em Sana'a, Iémen, em uma família judia religiosa. Seu pai, Moshe ("Mosi") era um lojista e aluno do Rabino Yiḥyah Qafiḥ, líder da corrente religiosa Dor Daim. Sua mãe era Hamama, cuja família já vivia em Israel desde 1932. Serri foi para Israel aos 10 anos com seus pais na Operação Tapete Mágico. A família se estabeleceu no bairro iemenita perto de Kiryat Ata. Serri é bacharel e mestre em Lingüística Hebraica e Semítica pela Universidade Hebraica de Jerusalém, e trabalhou pesquisando dialetos iemenitas, especialmente a língua feminina.
Durante as décadas de 1960 e 1970, em Jerusalém, houve uma onda de movimentos sociais, afetados por desenvolvimentos semelhantes em outras partes do mundo, lidando com direitos sociais e políticos - incluindo os Panteras Negras (movimento social Mizrahi) e Matzpen (anti-sionismo). Serri envolveu-se com um grupo no campus dedicado ao empoderamento da população iemenita. Serri ensinou hebraico para palestinos de Jerusalém Oriental (apenas recentemente conquistada por Israel, em 1967), e iniciou campanhas de alfabetização em comunidades de imigrantes.
Em cooperação com a municipalidade de Jerusalém, Serri dirigia programas para jovens, mas muitas vezes se via em conflito com o establishment burocrático. Esse foi um tema recorrente para Serri, que se viu à margem de quase todos os ambientes sociais e institucionais: Na universidade, ela encontrou desenvolvimento intelectual, mas desligamento de sua religião, cultura e tradição. Em seu trabalho com a cidade e com organizações religiosas, ela era a Mizrahi "primitiva" em um mundo Ashkenazi. Em uma nação governada por militares, ela era uma mulher.
Entre 1989 e 1997, Serri viveu em Berkeley, Califórnia.

## Escrita
A escrita de Serri enfoca vários assuntos principais, incluindo judaísmo, identidade Mizrahi e feminismo político. Sua poesia frequentemente abertamente política e feminista baseia-se fortemente na tradição metafórica dos grandes poetas iemenitas, como Shalom Shabazi.
Seu trabalho foi incluído na antologia de poesia de Mizrahi, One Hundred Years, One Hundred Writers: A Collection of Hebrew Poems by Mizrahi Poets of the 20th Century, editada por Sami Shalom Chetrit (1980). Seus poemas também foram antologizados em The Tribe of Dinah (1989).
Desde o início, em que seu trabalho foi recusado pelos editores, Serri tornou-se uma figura importante no estudo e crítica da poesia israelense, em reconhecimento à sua importante contribuição literária.